# Dentlein am Forst
Dentlein am Forst, Dentlein a.Forst – gmina targowa w Niemczech, w kraju związkowym Bawaria, w rejencji Środkowa Frankonia, w regionie Westmittelfranken, w powiecie Ansbach, siedziba wspólnoty administracyjnej Dentlein am Forst. Leży około 20 km na południowy zachód od Ansbachu.